# Franco Capponi
Franco Capponi (Treia, 7 febbraio 1959) è un politico italiano, consigliere regionale delle Marche per il partito del Popolo delle Libertà ed ex presidente della Provincia di Macerata.

## Biografia
Diplomatosi nel 1978 all'Istituto tecnico agrario Giuseppe Garibaldi di Macerata, lavora dal 1980 al 1989 come tecnico presso i centri di assistenza della Federazione provinciale dei coltivatori diretti di Macerata e diventa nel 1990 divulgatore agricolo presso la regione Marche fino al 1999. Dal 2000 viene nominato funzionario direttivo agronomo alimentarista presso la Regione Marche con l'incarico dell'iscrizione all'albo degli agriturismi per la provincia di Macerata. Dal 2003 all'8 marzo 2005 è stato presidente del Consorzio obbligatorio per lo smaltimento dei rifiuti (COSMARI) della provincia di Macerata.

## Carriera politica
Iscritto alla Democrazia Cristiana dal 1978 ha ricoperto dal 1985 per tale partito incarichi comunali a Treia, prima come assessore risultando secondo tra gli eletti, poi dal 1990 al 1995 è stato vicesindaco. Nel 1995 con la lista civica "Centro democratico per Treia" viene eletto sindaco, carica riconfermata anche nel 1999.
Dal 1995 è eletto anche consigliere per la Comunità Montana Alte Valli del Potenza e Esino fino al 2003 dopo aver ricoperto per un anno anche il compito di assessore. Sempre nel 1995 diventa rappresentante dei sindaci della provincia di Macerata nella "Conferenza provinciale Regionale delle autonomie".

### L'impegno in provincia
Nel luglio 2003 si iscrive a Forza Italia; in occasione delle elezioni amministrative del 2004 viene candidato alla carica di presidente della provincia di Macerata in rappresentanza di una coalizione di centro-destra, ma viene sconfitto al ballottaggio dal candidato di centro.sinistra Giulio Silenzi.
Nel 2005 per le Elezioni regionali viene eletto consigliere diventando capogruppo di Forza Italia.
Nelle elezioni politiche del 2008 è candidato nella circoscrizione Marche per il PDL, ma non viene eletto.
Candidato nuovamente alla presidenza della provincia di Macerata nelle elezioni amministrative del 2009 per la coalizione di centro-destra viene eletto con il 51,31% dei consensi al primo turno superando così il suo avversario, anche nelle precedenti consultazioni, Giulio Silenzi, il presidente uscente.
Il 21 giugno 2010 viene rimosso dal suo incarico in seguito all'annullamento delle elezioni del giugno 2009 da parte del Consiglio di Stato per un ricorso presentato dalla lista locale "Lega Autonomie Municipali" L.A.M. che inizialmente non venne ammessa alle elezioni provinciali per errori di trascrizione.